# Blandinsville (Illinois)
Blandinsville – wieś w Stanach Zjednoczonych, w stanie Illinois, w hrabstwie McDonough.